# Hoel I
|  | Aquest article tracta sobre el comte de Nantes i duc de Bretanya del segle X. Si cerqueu el sobirà armoricà del segle VI, vegeu «Hoel I (rei)». |

Hoel I o Hoël I de Bretanya fou comte de Nantes i duc de Bretanya del 960 al 981.
Fill il·legítim d'Alan II de Bretanya Barbatorta i d'una dama anomenada Judit. D'una esposa desconeguda Hoel va deixar dos fills coneguts: Judicael que fou comte de Nantes i pare de Budic i de Judit de Nantes; i Hoel.
A la mort d'Alan II de Bretanya el 952 el poder devia quedar repartit a Bretanya entre els comtes de Nantes i de Rennes; el 958 moria assassinat el fill d'Alan II, el jove duc Drogó de Bretanya. Folc II el Bo d'Anjou es va proclamar a Nantes, segons algunes fonts en nom propi i segons altres en nom d'Hoel I. En tot cas Folc II va morir el 959 o 960. La divisió de poder existent des de 952 es va consolidar doncs entre 965 i 972 el papa Joan XIII va dirigir un missatge als caps bretons « Juhel Berenguer i el seu fill Conan, així com a Hoel i al seu germà Guerech ». Orscand de Vannes que controlava el comtat de Vannes donava suport al comte de Rennes.
Des del 975, Hoel I va entrar en conflicte amb el comte de Rennes Conan I de Bretanya, vassall de Tibau o Teobald I de Blois, que controlava el nord de Bretanya i es considerava com el seu sobirà. El 981 la guàrdia nantesa amb el suport de les tropes de Jofré I d'Anjou va enfrontar a les tropes de Rennes, sostinguda pel comte de Blois (Teobald I de Blois) i per Orscand de Vannes; la batalla es va lliurar a Conquereuil; Jofré I i Hoel I haurien derrotar les forces de Conan i de Teobald I de Blois.
En 981, a la mort del bisbe de Nantes Gualter I (possible fill d'Alan II Barbitorte), Hoel va fer elegir com a bisbe al seu germà Guerech que havia rebut una certa formació eclesiàstica, i el nou bisbe va anar a Tours per obtenir la seva consagració com a arquebisbe d'aquesta ciutat. Mentre Guerech marxava a Tours, un tal Galuron va assassinar Hoel I, per ordre de Conan I. Guerech, assabentat del fet, abans de ser consagrat bisbe es va fer proclamar comte de Nantes, exercint després els dos càrrecs.